# デリバ・メルガ

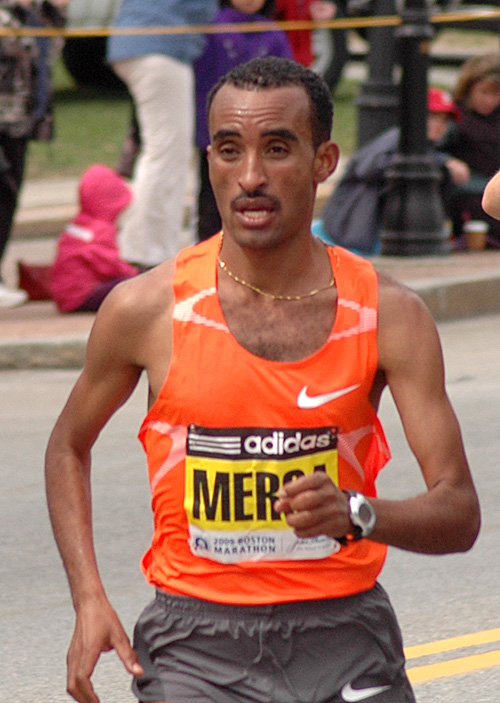
2009年ボストンマラソンでのメルガ

デリバ・メルガ（Deriba Merga Ejigu 1980年10月26日- ）はエチオピアの長距離走選手。マラソンランナー。

## 経歴
2006年の世界ロードランニング選手権で6位となりエチオピアが団体で銅メダルを獲得するのに貢献した。2007年の福岡国際マラソンではサムエル・ワンジル、佐藤敦之らと争い2時間06分50秒で2位となった。
北京オリンピックのマラソンでは同じエチオピアのツェガエ・ケベデに競技場に入ってから抜かれて4位となりメダルを逃した。2009年のボストンマラソンで優勝している。

## 自己ベスト
- 10000m - 27分02秒62（2007年5月26日）
- ハーフマラソン - 59分15秒（2008年11月9日、ニューデリー）
- マラソン - 2時間06分38秒（2008年4月13日、ロンドン）

## マラソン成績
| 年月    | 大会名               | タイム      | 順位  | 備考 |
| ------- | -------------------- | ----------- | ----- | ---- |
| 2007.04 | パリマラソン         | 2：13：33   | 11位  |      |
| 2007.12 | 福岡国際マラソン     | 2：06：50   | 2位   |      |
| 2008.04 | ロンドンマラソン     | 2：06：38   | 6位   |      |
| 2008.08 | 北京オリンピック     | 2：10：21   | 4位   |      |
| 2009.01 | ヒューストンマラソン | 2：07：52   | 優勝  |      |
| 2009.04 | ボストンマラソン     | 2：08：42   | 優勝  |      |
| 2009.08 | ベルリン世界陸上     | ----------- | (DNF) |      |
| 2010.04 | ボストンマラソン     | 2：08：39   | 3位   |      |